# Meteor Man
Meteor Man ist eine US-amerikanische Actionkomödie aus dem Jahr 1993. Der Autor, Regisseur und Hauptdarsteller des Films ist Robert Townsend. Er spielt einen gutmütigen Lehrer, der zum Superhelden wird als sein Viertel in Washington von einer Straßengang terrorisiert wird. Obwohl der Film in Washington spielt, wurde er größtenteils in Baltimore gedreht.

## Handlung
Jefferson Reed ist ein gutmütiger Schullehrer in Washington. Sein Viertel wird von einer Straßengang, den Golden Lords, terrorisiert. Eines Nachts versucht er, eine junge Frau vor der Gang zu retten, was darin endet, dass er selbst vor der Gang fliehen muss. Er kann entkommen, indem er sich in einem Müllcontainer versteckt. Als er aus dem Container wieder herausklettert, wird er von einem grünglühenden Meteor getroffen. Dabei wird seine Wirbelsäule gebrochen und er erleidet ernste Verbrennungen. Ein Landstreicher nimmt ein kleines Fragment des Meteors an sich. Reed erwacht mehrere Tage später im Krankenhaus, aber als seine Bandagen entfernt werden, sind alle seine Verletzungen auf wundersame Weise geheilt.
Jeff stellt schnell fest, dass der Meteorit ihn auch mit außergewöhnlichen Fähigkeiten ausgestattet hat. So kann er fliegen und verfügt über einen Röntgenblick und übermenschliche Kräfte. Als er dies seinen Eltern anvertraut, überzeugen die beiden ihn, dass er seine Kräfte einsetzen muss, um den Menschen im Viertel zu helfen. Seine Mutter schneidert ein Kostüm für ihn und als Meteor Man nimmt er es mit den Golden Lords und deren Anführer Simon Caine auf. Er legt ein Cracklabor still, verhindert einen Raub und vereinigt die Bloods und Crips mit der Polizei.
Die Golden Lords erfahren schließlich die wahre Identität des Meteor Man und finden heraus, dass seine Kräfte schwächer werden. Nach einem weiteren Angriff der Golden Lords auf das Viertel eskaliert die Situation. Als die Menschen des Viertels eine Abmachung mit den Golden Lords planen, schreitet Jeff ein und erklärt den Menschen, dass sie für ihre Überzeugungen kämpfen müssen. Daraufhin kämpft Jeff ohne seine Superkräfte gegen Simon und wird zusammengeschlagen. Simon zielt mit einer Pistole auf Jeff, um ihn zu erschießen, als Jeffs Nachbar eine Schallplatte nach Simon wirft und ihm damit die Pistole aus der Hand schlägt. Jetzt schlagen die Menschen zurück und der Landstreicher, der am Anfang das kleine Stück des Meteoriten eingesteckt hatte, benutzt es nun, um die Golden Lords zu entwaffnen. Aus Versehen lässt der Landstreicher das Fragment fallen, was Simon und Jeff gleichzeitig bemerken. Beide bekommen ein kleines Stück zu fassen und erhalten dadurch Superkräfte. Daraufhin kommt es zu einem Kampf, den der Meteor Man gewinnt.
Am Schluss bekommt es Meteor Man noch mit dem Drogenboss Mr. Byers zu tun. Dieser wird aber von den Bloods and Crips ausgeschaltet, die dem Meteor Man zur Hilfe kommen. Byers wird von der Polizei verhaftet.

## Kritik
„Action-Komödie, die mit den Versatzstücken von Thriller und Science-Fiction spielt. Die bewußt unrealistische Dramaturgie will soziale Probleme sichtbar machen, deren Ursachen jedoch im Klamauk untergehen.“

## Soundtrack
1. "Can't Let Her Get Away" – Michael Jackson
2. "It's for You" – Shanice
3. "Don't Waste My Time" – Lisa Taylor
4. "You Turn Me On" – Hi-Five
5. "Who Can" – Ahmad
6. "Your Future Is Our Future" – Daryl Coley & Frank McComb
7. "I Say a Prayer" – Howard Hewett
8. "Is It Just Too Much" – Keith Washington
9. "Somebody Cares for You" – Frank McComb
10. "Good Love" – Elaine Stepter
11. "Ain't Nobody Bad (Like Meteor Man)" – Big Hat Ray Ray

## Hintergrund
Nach seinem Kinostart am 6. August 1993 konnte der Film bei einem geschätzten Budget von 30 Mio. US-Dollar lediglich etwas mehr als 8 Mio. an den US-Kinokassen wieder einspielen.